# Blanchefontaine
Blanchefontaine SA je švýcarská hodinářská manufaktura se sídlem v Bonfol, v údolí Watch Valley, v kantonu Jura. Specializuje se na tvorbu a výrobu hodinek pro jiné podniky nebo značky: private label, licensing, corporate business a personifikace.

## Historie
Po 9 letech činnosti v tomto odvětví ve společnosti Gigandet, se Jean-François Muller rozhodl těžit z místních odborných znalostí vytvořením vlastní private label společnosti.

## Odbornost
Vývoj, tvorba a produkce certifikovaných Swiss Made hodinek pro firmy a značky. Možnost personalizace stávající katalogové nabídky dle požadavků klienta.